# رضا مفاخر
رضا مفاخر(زاده ۱۳۵۹) طراح و معمار ایرانی است.  مفاخر مدرک کارشناسی ارشد معماری خود را از دانشگاه تربیت مدرس دریافت نموده‌است. او برنده‌ی جوایزی چون معمار خاورمیانه، A Design Award، معماری آمریکا، جایزه‌ی بزرگ معمار و معماری داخلی ایران است.

## فعالیت حرفه‌ای
فعالیت‌های حرفه‌ای وی با همکاری در مهندسان مشاور «ایوان نقش جهان» و «گاما» در سال۱۳۸۲ و فعالیت مستقل او در سال۱۳۸۵ با تشکیل گروه طراحی «استودیو ۱۱» آغاز شد. وی در سال۱۳۸۷ دفتر طراحی، مشاوره و ساخت «زِتا» و در سال۱۳۹۰ ه.ش دفتر شخصی خود را با عنوان دفتر طراحی «زِما» تأسیس نمود و به فعالیت‌های معماری، معماری داخلی و طراحی شهری پرداخت.

## جوایز و افتخارات
- کسب مقام نخست در مسابقۀ محدود مدرسه فرانسوی ها در تهران سال ۱۳۸۸[۳]
- برندۀ جایزۀ نقرۀ A’ Design Award در بخش معماری، ساخت‌وساز برای زمین تنیس ایران‌مال، سال ۱۳۹۷[۴]
- برندۀ جایزۀ نقرۀ A’ Design Award در بخش طراحی داخلی برای جواهرفروشی رحیم‌زاده، سال ۱۳۹۷[۵]
- برندۀ جایزۀ برنز A’ Design Award در بخش معماری، ساخت‌وساز برای ساختمان سایه‌روشن، سال ۱۳۹۷[۶]
- برندۀ جایزۀ نقرۀ A’ Design Award در بخش معماری، ساخت‌وساز برای هتل چابهار، سال ۱۳۹۶[۷]
- برندۀ جایزه نقره A’ Design Award در بخش معماری، ساخت‌وساز برای برج اختیاریه، سال ۱۳۹۶[۸]
- طرح منتخب جایزۀ معمار خاورمیانه ۲۰۱۶ در بخش پروژه‌های فراغت و پذیرایی برای هتل چابهار، سال ۱۳۹۶[۹]
- طرح منتخب جایزۀ معمار خاورمیانه ۲۰۱۶ در بخش پروژه‌های فراغت و پذیرایی برای مجموعۀ سلامتی و … ساری، سال ۱۳۹۶[۹]
- طرح شایستۀ تقدیر برای جایزۀ معماری آمریکا ۲۰۱۶، در بخش ساختمان‌های بلند برای برج اختیاریه، سال ۱۳۹۵
- طرح شایستۀ تقدیر برای جایزه معماری آمریکا ۲۰۱۶، در بخش طراحی داخلی برای آپارتمان شماره ۱۳، سال ۱۳۹۵[۱۰]
- طرح منتخب جایزۀ معمار خاورمیانه ۲۰۱۵ در بخش پروژه‌های فرهنگی برای مجتمع فرهنگی بامیان، ۱۳۹۴[۱۱]
- کسب طرح شایستۀ تقدیر برای پانزدهمین جایزۀ بزرگ معمار در بخش بازسازی برای حس سیزدهم، ۱۳۹۴[۱۲][۱۳]
- کسب طرح شایسته تقدیر در هشتمین جایزه معماری داخلی ایران " معماری و ساختمان " در بخش مسکونی برای حس سیزدهم، ۱۳۹۴[۱۴]
- کسب طرح شایستۀ تقدیر در هشتمین جایزۀ معماری داخلی ایران " معماری و ساختمان " در بخش فضاهای عمومی برای لَوِندِر، ۱۳۹۴[۱۴]
- کسب جایزۀ معمار خاورمیانه ۲۰۱۴ در بخش پروژه‌های عمومی برای ۲۵ میلیمتری، ۱۳۹۳[۱۵]
- طرح منتخب جایزۀ معمار خاورمیانه ۲۰۱۴ در بخش پروژه‌های مسکونی برای اختیاریه، ۱۳۹۳[۱۵]
- کسب مقام نخست در ششمین جایزه معماری داخلی «معماری و ساختمان» در بخش فضاهای عمومی، ۲۵ میلیمتری، ۱۳۹۲